# GreenJolly
I GreenJolly (in ucraino Ґринджоли?) sono stati un gruppo musicale ucraino attivo dal 1997 al 2005 e dal 2008 al 2009.
Hanno rappresentato l'Ucraina all'Eurovision Song Contest 2005 con il brano Razom nas bahato.

## Storia del gruppo
Originari di Ivano-Frankivs'k, il 27 febbraio 2005 i GreenJolly hanno partecipato alla selezione del rappresentante ucraino per l'Eurovision, dopo essere stati aggiunti alla finale della competizione all'ultimo momento senza aver partecipato alle semifinali. Hanno cantato Razom nas bahato e e sono stati incoronati vincitori dal televoto, battendo la favorita Ani Lorak. Il testo della loro canzone, fortemente politicizzato e influenzato dalla Rivoluzione arancione appena avvenuta in Ucraina, è stato modificato per l'Eurovision, che non accetta tematiche sensibili. Nella finale dell'Eurovision Song Contest 2005, che si è tenuta il successivo 21 maggio a Kiev, si sono piazzati al 19º posto su 24 partecipanti con 30 punti totalizzati. Sono risultati i più televotati della serata in Polonia, dove il pubblico aveva già familiarizzato con la loro canzone grazie a delle versioni di cantanti e rapper locali.

## Formazione

### Prima formazione
- Roman Kostjuk – chitarra, coro
- Oleksandr Unic'kij – tastiere
- Igor Ozarko – batteria
- Andrij Pisen'kij – tastiere, coro
- Dmytro Meličev – basso
- Oleksandr Babičev – batteria

### Successivi
- Roman Kalyn – voce
- Jurij Popov – chitarra
- Jurij Grinjuk – basso
- Viktor Kalyn – tastiere
- Kostjantin Šmal'ko – batteria
- Andrij Blažej – coro

## Discografia

### Album in studio
- 2005 – Chaj bude tak
- 2008 – Ljubyš – ne ljubiš

### Singoli
- 2005 – Razom nas bahato
- 2008 – Vesillja
- 2008 – Ja ne znaju slova dosyt'